# Michail Stefanowitsch
Michail Iharawitsch Stefanowitsch (belarussisch Міхаіл Ігаравіч Стэфановіч, russisch Михаил Игоревич Стефанович Michail Igorewitsch Stefanowitsch; * 27. November 1989 in Minsk, Weißrussische SSR, Sowjetunion) ist ein belarussischer Eishockeyspieler, der seit 2023 bei Metallurg Schlobin in der belarussischen Extraliga spielt.

## Karriere
Michail Stefanowitsch begann seine Karriere als Eishockeyspieler in seiner Heimatstadt in der Nachwuchsabteilung des HK Dinamo Minsk, in der er bis 2004 aktiv war. Anschließend wechselte der Angreifer zum HK Homel, für dessen Profimannschaft er in der Saison 2006/07 sein Debüt in der belarussischen Extraliga gab. Zudem gewann er in dieser Spielzeit mit seiner Mannschaft den nationalen Pokalwettbewerb. Nachdem der Rechtsschütze auch die folgende Spielzeit in Homel begonnen hatte, verließ er den Club nach nur einem Einsatz und schloss sich den Québec Remparts aus der kanadischen Juniorenliga Ligue de hockey junior majeur du Québec an, für die er bis 2010 spielte. Diese hatten ihn beim CHL Import Draft 2007 an 54. Stelle gezogen. Im Juni 2009 erhielt er einen Entry-Level-Vertrag bei den Toronto Maple Leafs, die ihn im Jahr zuvor beim NHL Entry Draft in der vierten Runde als insgesamt 98. Spieler gezogen hatten, verblieb aber im Kader der Remparts. Zu Beginn der Saison 2009/10 absolvierte er einige Spiele für die Reading Royals aus der ECHL und die Toronto Marlies aus der American Hockey League, ehe ihn die Maple Leafs im November an den HK Dinamo Minsk ausliehen, der sein Interesse an Stefanowitsch dadurch deutlich gemacht hatte, dass er ihn beim KHL Junior Draft 2009 als seinen ersten Pick an insgesamt zweiter Position des Drafts ausgewählt hatte.
Im Januar gingen seine NHL-Transferrechte im Tausch gegen Fabian Brunnström an die Dallas Stars über. Nach zwei Jahren in Minsk wechselte er 2011 für ebenfalls zwei Jahre zum HK Homel zurück, mit dem er 2012 den belarussischen Pokalwettbewerb gewann. In der Spielzeit 2013/14 absolvierte er zunächst einige Spiele für Toros Neftekamsk in der Wysschaja Hockey-Liga, ehe er im November zum Ligakonkurrenten HK Lada Toljatti ging. Vor der Saison 2014/15 wechselte er innerhalb der Wysschaja Hockey-Liga zu Disel Pensa. Im November 2014 wurde er durch die RUSADA vorläufig gesperrt, nachdem er einen Dopingtest verpasst hatte. Im April 2015 erhielt er eine zweijährige Dopingsperre für Russland, deren Beginn auf den 10. November 2014 datiert wurde.
Aufgrund der Sperre kehrte er im Sommer 2015 nach Nordamerika zurück, wo für den Rapid City Rush in der ECHL spielte. Dort hielt es ihn nur ein Jahr und spielt seit 2016 wieder in Belarus. Zwischen 2016 und 2018 war er für den Extraliga-Klub HK Njoman Hrodna, mit dem er 2017 und 2018 jeweils belarussischer Meister wurde. Zur folgenden Spielzeit wechselte er innerhalb der Extraliga zum HK Junost Minsk, für den er bis zum Saisonende 67 Scorerpunkte in 69 Spielen erzielte. Mit 32 Toren und 57 Scorerpunkten war er zudem bester Torschütze und Topscorer der Extraliga-Hauptrunde und wurde folgerichtig als bester Stürmer der Liga ausgezeichnet. Am Saisonende gewann er mit Junost Minsk einen weiteren Meistertitel und erhielt aufgrund der gezeigten Leistungen abermals einen Kontrakt beim HK Dinamo Minsk in der KHL, spielte aber daneben auch weiterhin für den HK Junost, mit dem er 2020 und 2021 erneut belarussischer Meister wurde. 2021 wechselte er in die Ukraine zum HK Donbas, kehrte aber bereits nach einem Spiel in die Ukraine zurück, wo er beim HK Schachzjor Salihorsk spielte. 2023 wurde er Torschützenkönig der belarussischen Extraliga. 2023 wechselte er zum Ligakonkurrenten Metallurg Schlobin, mit dem er 2024 seinen fünften Meistertitel gewann. 2025 wurde er erneut Torschützenkönig der belarussischen Liga.

### International
Für Belarus nahm Stefanowitsch im Juniorenbereich an der U18-Junioren-Weltmeisterschaft der Division I 2007, sowie der U18-Junioren-Weltmeisterschaft der Top-Division 2006 teil. Des Weiteren stand er im Aufgebot seines Landes bei den U20-Junioren-Weltmeisterschaften der Division I 2008 und 2009, sowie bei der U20-Junioren-Weltmeisterschaft der Top-Division 2007.
Im Seniorenbereich lief er für Belarus bei den Weltmeisterschaften der Top-Division 2009, 2010, 2013, 2017 und 2021 auf. Zudem vertrat er seine Farben bei der Olympiaqualifikation für die Winterspiele in Sotschi 2014, bei der das Team Belarus einen Olympiastartplatz verpasste.

## Erfolge und Auszeichnungen
| - 2007 Belarussischer Pokalsieger mit dem HK Homel - 2008 CHL Top Prospects Game - 2008 Trophée Michael Bossy - 2011 KHL-Rookie des Monats Februar - 2013 Belarussischer Pokalsieger mit dem HK Homel - 2017 Belarussischer Meister mit dem HK Njoman Hrodna - 2018 Belarussischer Meister mit dem HK Njoman Hrodna - 2019 Belarussischer Meister mit dem HK Junost Minsk | - 2019 Stürmer des Jahres der belarussischen Extraliga - 2019 Bester Torschütze (32) und Topscorer (57) der belarussischen Extraliga - 2020 Belarussischer Meister mit dem HK Junost Minsk - 2021 Belarussischer Meister mit dem HK Junost Minsk - 2023 Bester Torschütze (25) der belarussischen Extraliga - 2024 Belarussischer Meister mit Metallurg Schlobin - 2025 Bester Torschütze (30) der belarussischen Extraliga |

### International
- 2007 Aufstieg in die Top Division bei der U18-Junioren-Weltmeisterschaft der Division I, Gruppe A
- 2007 Topscorer und Torschützenkönig der U18-Junioren-Weltmeisterschaft der Division I, Gruppe A

## Karrierestatistik

### International
(Legende zur Spielerstatistik: Sp oder GP = absolvierte Spiele; T oder G = erzielte Tore; V oder A = erzielte Assists; Pkt oder Pts = erzielte Scorerpunkte; SM oder PIM = erhaltene Strafminuten; +/− = Plus/Minus-Bilanz; PP = erzielte Überzahltore; SH = erzielte Unterzahltore; GW = erzielte Siegtore; 1 Play-downs/Relegation; Kursiv: Statistik nicht vollständig)